# Broken Strings
Broken Strings è il terzo singolo di James Morrison estratto dal suo secondo album Songs for You, Truths for Me, pubblicato in Europa nel dicembre 2008. Alla canzone partecipa Nelly Furtado.

## Il video
Il video prodotto per promuovere il brano di James Morrison è stato trasmesso in anteprima il 17 novembre. Il video figura la partecipazione della cantante Nelly Furtado. Nel video James Morrison interpreta il brano da una stanza di un albergo. Tutto intorno a lui comincia a crollare quando inizia la parte cantata della Furtado. Alla fine del video la cantante svanisce nel nulla, e viene ripristinata la situazione iniziale, con gli ambienti intatti.

## Esibizioni dal vivo
James Morrison ha eseguito dal vivo Broken Strings durante lo show Live in London trasmesso su BBC Radio 2 il 27 novembre 2008. La parte del brano cantata da Nelly Furtado, non presente nello show, è stata interpretata dalla cantante inglese Beverly Knight. Morrison ha inoltre interpretato il brano il 14 novembre durante il concerto per beneficenza Children in Need, questa volta insieme a Keisha Buchanan delle Sugababes, dato che la Furtado era nuovamente non disponibile. Il 1º dicembre il cantante si è esibito con il brano durante il The Paul O'Grady Show, sempre senza Nelly Furtado.
In Italia Broken Strings è stata presentata nella puntata del 23 febbraio 2009 di X Factor in una speciale versione cantata con Ambra Marie, una concorrente eliminata nella settimana precedente.

## Tracce
CD Single
1. Broken Strings (featuring Nelly Furtado)
2. Say It All Over Again

Maxi Single
1. Broken Strings (featuring Nelly Furtado)
2. Say It All Over Again
3. Broken Strings (Live At Air Studios)
4. You Make It Real (Live At Air Studios)
5. Broken Strings (Video)

## Classifiche

### Classifiche internazionali
| Classifica (2008-09) | Posizione massima |
| -------------------- | ----------------- |
| Austria              | 2                 |
| Belgio (Fiandre)     | 12                |
| Belgio (Vallonia)    | 1                 |
| Brasile              | 42                |
| Danimarca            | 4                 |
| Euro top 20          | 1                 |
| Francia              | 6                 |
| Irlanda              | 48                |
| Italia               | 4                 |
| Norvegia             | 16                |
| Nuova Zelanda        | 10                |
| Paesi Bassi          | 10                |
| Regno Unito          | 31                |
| Russia               | 88                |
| Spagna               | 11                |
| Svezia               | 5                 |
| Svizzera             | 1                 |